# La Compagnia dell'Anello (romanzo)
La Compagnia dell'Anello (The Fellowship of the Ring) è il primo volume de Il Signore degli Anelli, saga di J. R. R. Tolkien.
La vicenda ha inizio alcuni anni dopo la conclusione de Lo Hobbit, storia che narra le gesta di Bilbo Baggins, e, almeno all'inizio, si pone come suo proseguimento nei temi e nello stile (salvo poi distaccarsene su un piano più alto). Il nome deriva dalla omonima compagnia formata dai Nove Viandanti, protagonisti del romanzo.

## La struttura del romanzo
(Tolkien, La Compagnia dell'Anello, capitolo II)

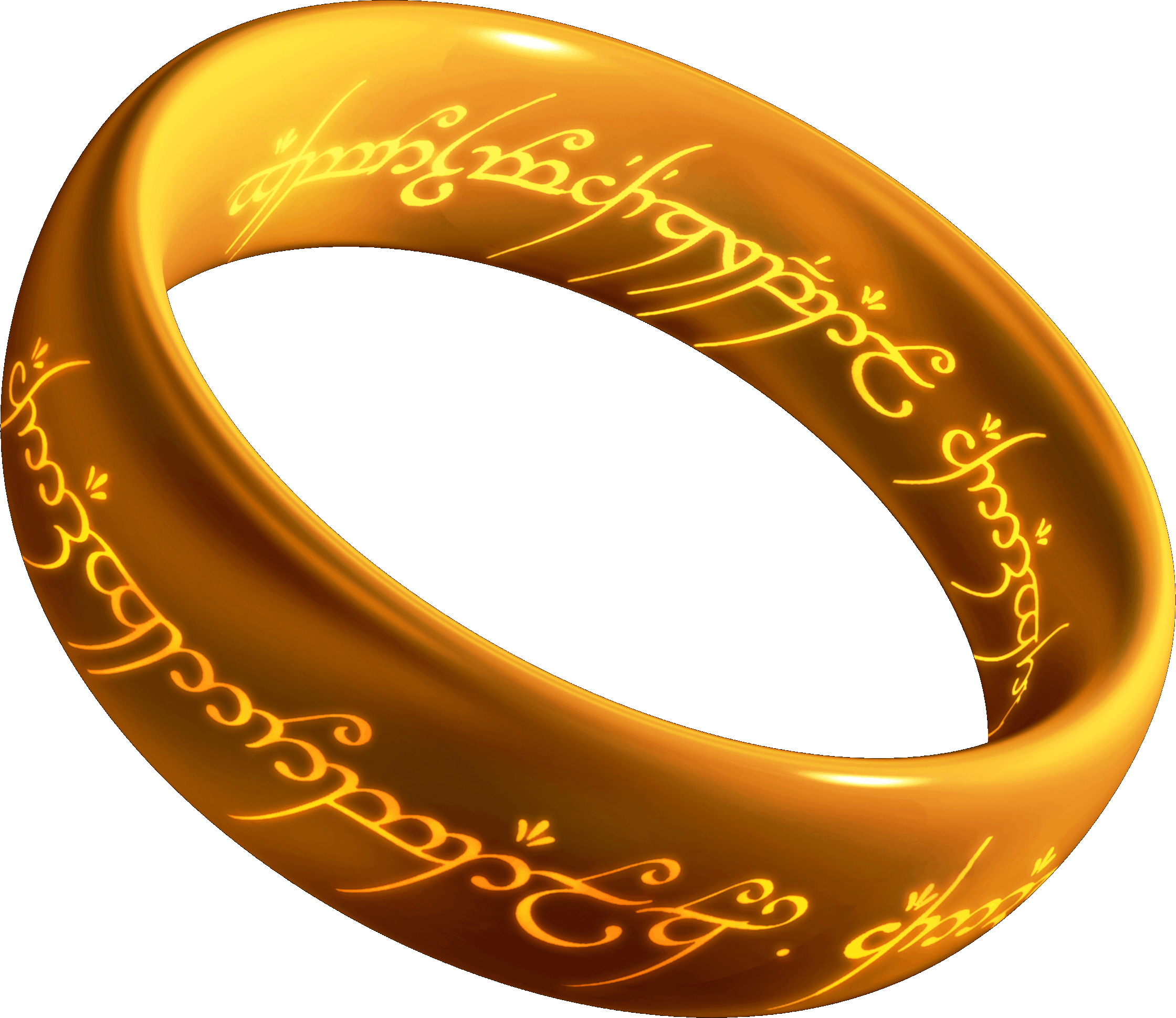
L'Unico Anello

In questa poesia è brevemente contenuto un riassunto di quanto narrato nell'ultimo racconto de Il Silmarillion, dove si narra di come Sauron abbia forgiato una serie di Anelli del Potere da donare alle razze di Elfi, Nani e Uomini per poterli poi controllare tramite l'Unico Anello. Durante la battaglia finale, Isildur, re degli uomini, taglia il dito di Sauron, impossessandosi dell'Anello. Il suo potere, però, ne corrompe l'animo e lo porta alla rovina insieme a tutto il suo popolo: con la morte di Isildur, l'Anello andrà perduto e solo anni dopo verrà finalmente ritrovato.

### Prologo
Il prologo precede le trilogia del Signore degli Anelli e non è parte di nessuno dei tre romanzi. Esso contiene informazioni storico-enciclopediche sugli Hobbit e la Contea in generale; è suddiviso in quattro paragrafi e una nota:
1. A proposito degli Hobbit (Concerning Hobbits)
2. A proposito dell'erba pipa (Concerning Pipe-weed)
3. L'ordinamento della Contea (Of the Ordering of the Shire)
4. A proposito della scoperta dell'Anello (Of the Finding of the Ring)

Nota sulla documentazione della Contea (Note on the Shire records)

### Libro primo

#### Capitolo I
Una festa a lungo attesa (A Long-expected Party)
Contiene la presentazione di Bilbo Baggins, protagonista della prima avventura della Storia dell'anello, narrata nel romanzo Lo Hobbit. Egli ha ormai raggiunto l'età di 111 anni e sta preparando una memorabile festa di compleanno a cui saranno invitati tutti gli abitanti di Hobbiville e di altre parti della Contea. Da 12 anni Bilbo ospita presso di sé, nominandolo suo erede, il giovane nipote Frodo, rimasto orfano da ragazzo. Un mese prima del giorno di compleanno iniziano i preparativi della festa, a cui partecipano attivamente sia i nani che lo stregone Gandalf, ispiratore e mentore delle avventure di Bilbo e grande conoscitore di tutti i segreti del fuoco.
La segreta intenzione di Bilbo è quella di riprendere i viaggi avventurosi della sua giovinezza, lasciando per sempre la Contea e affidando al giovane Frodo i suoi averi. Ma decide di farlo a modo suo, inventandosi un clamoroso "coup de theatre": subito dopo la sontuosa cena finale della festa, di fronte a 144 invitati, Bilbo sparisce, svanendo in un lampo agli occhi di tutti. In realtà egli non ha fatto altro che infilare al dito l'anello magico che, nella sua antica avventura, aveva involontariamente sottratto a una creatura pericolosa e malvagia: Gollum.
Scivolato in casa, invisibile agli occhi di tutti, Bilbo si prepara alla partenza, prendendo commiato da Gandalf, non dopo tuttavia un increscioso alterco; egli infatti non ha nessuna intenzione di separarsi dal misterioso anello, come invece vorrebbe lo stregone - che ne intuisce la natura - e questi deve ricorrere a tutta la sua autorità e collera per convincerlo a lasciare il monile a Frodo, col resto dell'eredità.
Ora Frodo è il nuovo padrone di casa, e Gandalf, prima di ripartire adducendo misteriose ragioni, lo ammonisce ansiosamente di non usare per nessuna ragione l'anello magico. Per 17 anni lo stregone non farà più ritorno nella Contea.

#### Capitolo II
L'ombra del passato (The Shadow of the Past)
La ricomparsa di Gandalf alla porta di Casa Baggins, una sera di estate,
è foriera di angosciose novità. Infatti lo stregone, dopo anni di faticose ricerche, è riuscito a ricostruire la vera storia dell'anello magico passato nelle mani di Frodo. Come egli stesso racconta al suo esterrefatto ospite, esso è l'Unico Anello di Sauron, l'Oscuro Signore, il nemico di tutti gli abitanti della Terra di Mezzo; anello che Sauron in persona forgiò per sé stesso nella voragine della montagna infuocata, l'Orodruin, e col quale egli acquisì il potere assoluto su ogni altro popolo. Migliaia di anni erano passati da quando, in una grande battaglia, il re degli uomini di Gondor, Isildur, era riuscito a tagliare il dito di Sauron e a privarlo dell'anello, riducendo il malvagio avversario a una miserabile ombra. Ma Isildur era stato ucciso; l'anello perduto era poi stato ritrovato da Gollum, e l'ombra di Sauron aveva ripreso a crescere e a tramare, bramando sopra ogni cosa di ritornare in possesso dell'anello e con esso dell'assoluto potere sulla Terra di Mezzo.
L'anello, dotato di una propria volontà, aveva, dopo lunghi anni, abbandonato Gollum e, per un oscuro e insondabile destino, era finito proprio nelle mani di Bilbo. Gollum, nella disperata ricerca della vendetta e del suo "Tesoro", era invece stato catturato dai servi di Sauron che lo avevano condotto nella terra di Mordor, il regno dell'Oscuro Signore. Ed era stato così che Sauron era venuto a conoscenza dell'esistenza di Bilbo e del suo ruolo nella storia dell'Anello; con la conseguenza che ora la più potente e malvagia delle creature del male era instancabilmente protesa alla caccia degli hobbit indifesi e ignari del reale pericolo incombente su di loro.
L'unica cosa che Gandalf può consigliare al povero Frodo è di lasciare furtivamente la Contea, portando con sé Samvise Gamgee, il fedele giardiniere, e nessun altro, e, sotto falso nome, prendere la strada che conduce al lontano reame di Elrond il Mezzo-Elfo, signore di Gran Burrone.

#### Capitolo III
In tre si è in compagnia (Three Is Company)
In questo capitolo, si narra della partenza di Frodo da Hobbiville, in compagnia di Sam e Peregrino Tuc, detto Pipino, grande amico del giovane Baggins. Il piano combinato da Frodo e Gandalf è quello di vendere casa Baggins fingendo di voler tornare a vivere nella lontana Terra di Buck. All'inizio della primavera, dunque, Gandalf riparte, sempre più misterioso e oscuro nelle sue tormentate allusioni, raccomandando a Frodo di mantenere il più assoluto silenzio sulle sue reali intenzioni. E Frodo compie tutti i preparativi necessari all'esecuzione del piano. Giunto l'autunno Gandalf, contrariamente a quanto promesso, non torna. Preoccupato, Frodo è costretto a fare tutto da solo. Ha inizio così l'attraversata della Contea, un viaggio dolce e malinconico in compagnia di Sam e Pipino. Ma il cammino è tormentato dalla comparsa minacciosa e oscura di alcuni misteriosi cavalieri neri che sembrano intenzionati a cercare proprio gli Hobbit fuggitivi.

#### Capitolo IV
Una scorciatoia che porta ai funghi (A Short Cut to Mushrooms)
La minaccia dei cavalieri neri trasforma il viaggio dei tre hobbit in una fuga angosciosa tra campi e boschi. I tre si fermano momentaneamente presso una comitiva di elfi guidati da un certo Gildor; essi sono diretti ai Porti Grigi dai quali potranno lasciare la Terra di Mezzo e andare verso ovest alla volta delle Terre immortali. Il viaggio poi riprende fino a quando i tre hobbit giungono in vista del traghetto che, attraverso il fiume Brandivino, conduce alla Terra di Buck. Ma prima di raggiungere il fiume, essi sono costretti ad attraversare la proprietà di un facoltoso hobbit di campagna, il signor Maggot, che li ospita con generoso calore. E dal signor Maggot apprendono che un cavaliere nero li ha preceduti, chiedendo di loro. Senza pretendere spiegazioni ma intuendo che un pericolo li minaccia, Maggot si offre di condurli, venuta la sera, al traghetto col suo calesse; lì giunti, vedono venir loro incontro nella nebbia l'amico Meriadoc Brandybuck, detto Merry, che nel frattempo ha curato il trasloco dei beni di Frodo nella nuova casa e li sta aspettando ansiosamente.

#### Capitolo V
Una congiura smascherata (A Conspiracy Unmasked)
Frodo, Sam e Pipino giungono così nella nuova casa affittata a Crifosso per mascherare il piano di fuga verso Gran Burrone. Li attendono Merry e l'amico Fredegario Bolgeri detto Grassotto. Dopo la cena ristoratrice, gli amici costringono Frodo a rivelare i suoi piani, mentre essi stessi confessano di essere da lungo tempo a conoscenza di quasi tutti i particolari del suo pericoloso segreto. Merry racconta infatti di aver visto, un giorno, Bilbo "sparire" e di aver così indagato su quel misterioso evento fino alla scoperta del segreto dell'anello.
Ora Frodo non può più nascondere le proprie intenzioni, e, con sua grande felicità, si vede costretto ad accettare l'offerta d'aiuto che gli viene dai suoi generosi amici. Partiranno in quattro, nel più grande segreto, sempre nella speranza di essere prima o poi raggiunti da Gandalf; Grassotto rimmarrà invece nella casa di Frodo per avvisare Gandalf nell'eventualità che lo stregone torni da quelle parti.

#### Capitolo VI
La vecchia foresta (The Old Forest)
Per sfuggire all'inseguimento dei Cavalieri Neri, i quattro hobbit si vedono costretti ad attraversare, nella prima parte del loro viaggio, la vecchia foresta che si estende oltre i confini della Contea. Essa costituisce da sempre, per gli abitanti della Contea, un luogo tenebroso e pieno di oscuri e spaventosi misteri nel quale quasi nessuno mette mai piede.
Ed effettivamente, appena entrati, gli Hobbit vengono avvolti in una minacciosa atmosfera di odio e insofferenza da parte degli alberi, i quali cominciano inspiegabilmente a stringersi intorno a loro costringendoli a percorrere un cammino diverso da quello che essi vorrebbero. Ed è così che, loro malgrado, gli spaventati viaggiatori giungono proprio nel cuore del bosco, lì dove scorre il fiume Sinuosalice. E nella stretta valle densa di effluvi vegetali, essi sono avvolti da un ancestrale incantesimo: come cullati da un canto malvagio, si addormentano ai piedi di un gigantesco salice centenario, che intrappola tra le sue radici Merry e Pipino, mentre Frodo e Sam sfuggono miracolosamente alla trappola. Ma mentre sembra non esservi più speranza per i giovani hobbit ormai inghiottiti nella terra, ecco che arriva, invocato dalle grida d'aiuto di Frodo, un personaggio inatteso: è Tom Bombadil, il Messere, signore del bosco e di tutte le creature che vivono in esso e tutt'attorno. Con piglio severo, egli ordina al vecchio salice di liberare i prigionieri. Di nuovo in salvo, i quattro amici trovano poco dopo confortevole rifugio nella casa di Tom.

#### Capitolo VII
Nella casa di Tom Bombadil (In the House of Tom Bombadil)
Tom Bombadil è forse la più antica tra le creature viventi nella Terra di mezzo. Egli abita ai margini della vecchia foresta, di cui è custode e signore, dal risveglio degli elfi e da prima della nascita degli uomini. Sua sposa è Baccador, figlia del fiume Sinuosalice. Nella casa di questo misterioso personaggio, Frodo e i suoi compagni trovano dolce e profondo conforto sia per lo spirito che per il corpo. Ed è chiacchierando con Tom che Frodo scopre come egli sia immune a ogni sorta di potere, l'unico essere su cui l'anello non abbia nessuna influenza. Rifocillati e guidati dalle sagge parole del vecchio, gli Hobbit dunque ripartono, diretti verso la via che scorre oltre i misteriosi Tumulilande.

#### Capitolo VIII
Nebbia sui Tumulilande (Fog on the Barrow-downs)
Malgrado le raccomandazioni di Tom Bombadil, gli Hobbit si attardano, nel pomeriggio del primo giorno di viaggio, sui colli solitari e selvaggi che custodiscono i tumuli degli antichi Signori sconfitti dal re di Angmar (il cui spettro ancora vivente è il capo dei Cavalieri Neri che stanno dando la caccia a Frodo). Ed è lì che la nebbia li sorprende, intrappolandoli. Nel tentativo di riprendere la strada, Frodo e i suoi compagni si addentrano ancora di più nel cuore oscuro di quel monumentale ossario, cadendo rapidamente vittime dell'incantesimo dello spettro che custodisce i tesori sepolti dei reami caduti. Risvegliandosi dallo svenimento, Frodo si accorge di essere sepolto vivo, coi suoi amici, in una tomba piena di ori e gioielli, mentre alle loro spalle lo spettro sta accingendosi ad ucciderli con una spada già sguainata. Con il coraggio della disperazione, l'Hobbit anticipa le intenzioni della spettrale creatura, amputandole la mano. Quindi invoca, gridando, l'aiuto di Tom Bombadil, secondo le istruzioni che il vecchio amico aveva dato loro in caso di pericolo. Ed è così che i quattro vengono salvati per la seconda volta da Tom. Liberati dall'orribile prigione, e questa volta guidati dal loro stesso salvatore, essi possono finalmente raggiungere la Via che unisce la Contea al Colle di Brea, e al villaggio di Brea nella cui locanda troveranno rifugio per la notte.

#### Capitolo IX
All'insegna del Puledro impennato (At the Sign of the Prancing Pony)
Brea è una località intermedia tra la Contea e le Terre Selvagge, all'incrocio di due strade che uniscono l'Est e l'Ovest, il Nord e il Sud della terra di Mezzo. Essa è abitata da uomini e hobbit, in una pacifica convivenza arricchita dalla frequentazione di viaggiatori di tutte le razze della Terra di Mezzo, che hanno nella locanda del "Puledro impennato" di Omorzo Cactaceo il loro comune punto di riferimento.
Frodo, Sam, Pipino e Merry giungono alla locanda sul far della notte, trovandovi una calorosa e confortevole accoglienza. L'oste, Omorzo, un uomo indaffarato e distratto, li invita dopo cena nel salone comune, dove immediatamente i tre hobbit (Merry rimane da solo in camera) diventano il centro dell'attenzione di tutti. Frodo, che viaggia col nome di Signor Sottocolle, cerca di non dare corda alla curiosità degli avventori, gente strana e rumorosa; ma Pipino è meno cauto e ben presto si lascia prendere la mano cominciando a chiacchierare un po' troppo degli affari di Bilbo. Terrorizzato, Frodo cerca di attrarre l'attenzione su di sé, per togliere la parola a Pipino, e così facendo si mette a cantare e a ballare su un tavolo, tra l'allegria generale. Ma per un misterioso destino egli scivola e l'anello gli si infila al dito, poiché nella sua esibizione aveva sempre tenuto la mano in tasca giocherellando con esso. Ed è così che il signor Sottocolle sparisce magicamente nel nulla sotto gli occhi sbalorditi e spaventati di decine di avventori, ma anche sotto gli sguardi maliziosi e sospetti di stranieri dall'aria sinistra che subito si allontanano. Quando riappare, confuso, mortificato e preoccupato, Frodo non riesce a giustificare l'accaduto, aumentando il diffidente sospetto dei presenti. Contemporaneamente, egli è avvicinato da un misterioso avventore, un uomo alto e incappucciato, dall'aria oscura e severa, che l'oste chiama Granpasso, uno dei Raminghi dimenticati del Nord, e che invita Frodo a fare due chiacchiere con lui nel salottino riservato degli hobbit.

#### Capitolo X
Granpasso (Strider)
Il colloquio tra Frodo e Grampasso è teso e pieno di ombre: l'uomo non riesce a convincere del tutto gli hobbit delle sue buone intenzioni, che consistono nell'offrire loro la sua protezione nel pericoloso viaggio che li dovrà condurre a Gran Burrone. Ma l'arrivo di Omorzo toglie loro ogni dubbio (con l'eccezione del diffidente Sam): l'oste infatti confessa di essersi dimenticato, quattro mesi prima, di inviare loro una lettera che Gandalf aveva personalmente affidato a lui, nella quale, come possono leggere ora coi loro stessi occhi, lo Stregone consigliava caldamente a Frodo di partire prima dell'estate e di affidarsi, giunto a Brea, a Grampasso (il cui vero nome è Aragorn), uomo di nobili origini e suo amico personale; egli altri non è che l'ultimo discendente di Isildur, e quindi legittimo erede al trono di Gondor, e porta con sé Narsil, la spada che il Isildur usò per sconfiggere Sauron, spezzata in due. Mentre dunque gli hobbit prendono accordi col loro nuovo compagno su come proseguire il viaggio, minacciati sempre più da vicino dai Cavalieri Neri, compare Merry, che era uscito per conto suo a passeggiare nella notte. Egli racconta di essere caduto nelle mani dei Cavalieri, e di essere stato salvato miracolosamente dal garzone della locanda, Nob, inviato alla sua ricerca. Il pericolo è grande: Grampasso ordina allora di trasferire gli hobbit in un'altra stanza, e lì barricatisi, essi si addormentano sotto la penetrante sorveglianza del Ramingo.

#### Capitolo XI
Un coltello nel buio (A Knife in the Dark)
Mentre gli Hobbit riposano, a Crifosso la casa di Frodo subisce il sinistro attacco dei Cavalieri Neri. Ma l'intrusione mette in allarme tutta la comunità, e i servitori di Sauron sono costretti alla fuga.
Contemporaneamente, alla locanda di Brea, un altro gruppo di cavalieri assalta la camera da letto degli hobbit, senza trovarne traccia. Al mattino, si scopre che tutti i cavalli della locanda sono stati rubati, e ai demoralizzati viaggiatori non rimane che mettersi in marcia a piedi, sotto la protezione di Grampasso.
Comincia così l'attraversamento delle Terre selvagge, tra paludi inospitali e boschi oscuri, alla volta di Collevento (Weathertop), dove essi sperano di trovare Gandalf ad attenderli. Il colle costituisce la tappa intermedia lungo la via che porta a Gran Burrone, ed è un punto di osservazione che permette di controllare il cammino per molte miglia. Ma a Collevento non trovano nessuno; solo i segni di una recente battaglia e una runa indicante la G iniziale del nome Gandalf. Dunque si accampano con la consapevolezza che i nemici sono sempre più vicini. E inevitabilmente, quella stessa notte gli hobbit e Grampasso vengono attaccati da una parte dei Cavalieri Neri. Durante l'assalto, Frodo prova il bisogno irresistibile e insensato di infilarsi l'anello, attirando su di sé la feroce determinazione degli spettri. L'anello infatti ha la facoltà di condurre il suo portatore nello stesso mondo delle ombre immortali, dove l'aspetto reale dei Cavalieri appare a Frodo in tutta la sua crudeltà. Essi portano corone d'argento su lunghi capelli grigi, e indossano armature scintillanti su pallide vesti bianche. E mentre Frodo cerca di colpire con la sua piccola spada la figura che lo sovrasta, questa gli trafigge la spalla procurandogli una ferita destinata ad avvelenarlo lentamente e inesorabilmente.

#### Capitolo XII
Fuga al guado (Flight to the Ford)
I Cavalieri Neri non hanno ucciso Frodo, ma la ferita è destinata a ridurlo come loro: un pallido fantasma schiavo della volontà di Sauron. Il viaggio è ancora lungo, e neppure Grampasso può far nulla per aiutare lo hobbit, se non alleviarne i dolori con un infuso di Athelas, una pianta medicinale di cui egli conosce il segreto potere. Altri quindici giorni di angosciose fatiche aspettano i fuggitivi, nelle terre abbandonate da ogni creatura vivente, lungo un cammino che si inerpica per pendii scoscesi, foreste selvagge e pianure di erica percorse dal vento. Lungo il percorso, la compagnia si imbatte in tre troll (Maso, Berto e Guglielmo), ormai pietrificati: sono gli stessi troll che circa 77 anni prima discutevano tra loro su come cucinare tredici nani e uno hobbit (si tratta di Bilbo).
Dopo molti giorni di paura e sofferenze, finalmente essi vedono avvicinarsi la fine: il guado del Bruinen. Ma è proprio lì che il pericolo può di nuovo incombere: è chiaro che gli inseguitori li stanno attendendo da qualche parte dove essi siano costretti a cadere nella loro trappola.
A poche miglia dal fiume, Grampasso e gli hobbit vengono raggiunti da un messaggero degli elfi, Glorfindel, inviato alla loro ricerca da Elrond figlio di Ëarendil, signore di Gran Burrone. Egli li incita ad accelerare la fuga e offre il suo nobile cavallo bianco a Frodo, ormai impossibilitato a reggersi in piedi. E proprio mentre la compagnia si avvicina al guado che separa le Terre selvagge dal reame degli elfi, i Cavalieri Neri irrompono come una tempesta di vento alle loro spalle. Aggrappato al bianco destriero, Frodo fugge come il vento, ma altri due Cavalieri appaiono davanti a lui per tagliargli la strada. Niente però può competere con la forza e la velocità di un cavallo elfico, e Frodo riesce ad attraversare il fiume senza essere ostacolato. Nell'ultimo tentativo di raggiungerlo i nove Cavalieri avanzano lungo il guado, ma il fiume si solleva impetuoso come branco di cavalli spumeggianti, e li travolge disperdendoli. Frodo è salvo, ma sviene privo di forze.

### Libro secondo

#### Capitolo I
Molti incontri (Many Meetings)
Il racconto riprende col risveglio di Frodo, debole e convalescente, in un letto dell'Ultima casa accogliente di Gran Burrone, il reame degli elfi nel Nord. Egli è stato guarito da Elrond, il "mezzo-elfo". A svegliarlo è Gandalf, da cui apprende le ultime fasi concitate della drammatica fuga al Guado del Bruinen. Ora l'Anello è al sicuro, i Cavalieri Neri sono stati temporaneamente sconfitti (senza i loro cavalli, dovranno tornarsene deboli a Mordor), e la compagnia può riprendersi dalle fatiche del viaggio in attesa che i saggi decidano le prossime mosse.
È così che Frodo ritrova i suoi compagni di viaggio e viene accolto alla tavola di Elrond dagli elfi e dai loro illustri ospiti. Ed è dopo la cena di festeggiamento per la sua ritrovata salute che egli scopre con grande gioia che tra gli ospiti di Gran Burrone c'è anche Bilbo. Tutto dunque pare essersi ricomposto, e l'autunno si preannuncia dolce e malinconico, nell'ospitale dimora di Elrond.

#### Capitolo II
Il Consiglio di Elrond (The Council of Elrond)
È il capitolo più lungo e complesso del romanzo. In esso tutte le vicende dell'anello, dalla sua forgiatura all'ultimo assalto dei Cavalieri Neri, vengono ricostruite finalmente in modo storicamente preciso e coerente. Al Consiglio partecipano infatti rappresentanti di tutte le razze della Terra di Mezzo: Elrond e Glorfindel per gli elfi, assieme a Galdor dei Rifugi oscuri e al giovane Legolas, elfo di Bosco Atro; Glóin per i nani, col figlio Gimli; Aragorn per gli uomini, e un misterioso e nobile cavaliere giunto da Gondor, il reame del Sud, di nome Boromir; e naturalmente Frodo col fido Sam, intrufolatosi senza permesso tra i saggi. Tutti vengono messi al corrente della storia dell'Anello, che solo i saggi conoscevano nella sua interezza. Di come esso sia stato forgiato da Sauron per dominare gli altri anelli del potere: quelli dei nani, ormai perduti, quegli degli uomini, caduti schiavi della loro avidità, e quelli degli elfi, che tuttavia si sono sottratti al controllo del male. Di come poi sia stato perduto da Sauron nella battaglia di Dagorlad e conquistato da Isildur, per essere poi di nuovo perduto con la morte dell'ultimo re di Gondor. Di come, ancora, esso sia stato ritrovato da Gollum, con tutta la vicenda della sua corruzione e del suo incontro con Bilbo, al quale il destino ha affidato la sorte di riportare definitivamente l'Anello alla luce, rimettendolo in gioco.
Nel corso della narrazione, condotta da Gandalf, vengono anche riferite novità preoccupanti: Saruman, il capo del consiglio degli stregoni, è passato al nemico, o meglio, ha tradito l'alleanza con elfi e uomini per condurre un suo pericoloso doppio gioco, cercando di assecondare la volontà di Sauron nella speranza di trarne personali vantaggi. Nella sua follia, Saruman ha persino sperato di convincere Gandalf ad allearsi con lui col rivelargli il nascondiglio dell'Anello, ma vedendolo determinato ad opporsi ai suoi minacciosi disegni, lo ha imprigionato sul pinnacolo inaccessibile della sua torre (da cui sarà liberato grazie all'intervento di Gwair, il re delle aquile). Ed è per questa ragione che lo stregone non ha potuto tornare alla contea e accompagnare Frodo nel suo viaggio, costringendolo alle peripezie narrate nel Primo libro.
Dunque ora tutti sono convinti che l'anello portato da Frodo fino a Gran Burrone è proprio l'Unico Anello di Sauron, il più pericoloso degli strumenti del male. E la domanda è: che cosa farne? Elrond e Gandalf non hanno dubbi: nessuno può sperare di usare il potere dell'Anello senza diventare malvagio e nero quanto Sauron, e tanto meno di volgere al bene la sua forza. Anche Sauron all'inizio non era del tutto malvagio, ma è stato definitivamente corrotto dalla maledizione del potere. Esso dunque va distrutto, perché sperare di nasconderlo resistendo all'assalto di Mordor è un'ingenuità. Sauron combatterebbe disperatamente per riaverlo, e solo la distruzione dell'Anello può segnare la fine definitiva del Nemico di tutti i viventi. L'unico a dubitare di questa necessità è Boromir, che invoca un aiuto per la sua città, l'ultima diga in grado di opporsi alla marea montante del male, diga di giorno in giorno più debole e disperata. Egli invoca l'uso dell'unica arma in grado di opporsi al nemico, ma Gandalf gli fa capire che nessuna speranza può venire da uno strumento pensato per dominare il cuore di chi lo possiede fino al suo annientamento più totale. E dunque anche Boromir deve cedere al giudizio dei saggi. Il problema è: chi e come condurrà l'anello alla sua distruzione, nell'unico luogo al mondo dove ciò può essere fatto, e cioè nella voragine dell'Orodruin, il vulcano nel quale Sauron lo forgiò, nel cuore della terra di Mordor. Né i più forti né i più saggi possono sperare di riuscire in un'impresa tanto disperata, per la quale val forse di più l'umiltà e il coraggio di un cuore semplice. E d'altronde, nessuno può arrogarsi il possesso dell'anello senza che questo in qualche modo lo abbia scelto come suo portatore. Ed è per questo motivo che, dopo un lungo silenzio angoscioso di tutto il Consiglio, Frodo si alza accettando sulle sue deboli spalle la disperata missione: sarà lui a condurre l'Anello al suo destino finale.

#### Capitolo III
L'Anello va a sud (The Ring Goes South)
In questo capitolo, si narra di come viene costituita la cosiddetta "Compagnia dell'Anello". Dopo la decisione di Frodo, i saggi stabiliscono che il Portatore dell'anello sia accompagnato da un membro di ogni razza della Terra di mezzo. Oltre a Gandalf, le cui conoscenze sono indispensabili per questa decisiva sfida al potere di Sauron, partiranno Aragorn e Boromir per gli uomini, Legolas per gli elfi, Gimli per i nani; per gli hobbit, oltre all'inseparabile Sam, anche Merry e Pipino ottengono l'onore di entrare nella Compagnia, in questo aiutati dalla lungimiranza di Gandalf. Per l'occasione la spada Narsil viene riforgiata ed affidata ad Aragorn con il nome di Andùril, la Fiamma dell'Ovest, mentre Bilbo dona a Frodo la sua spada Pungolo.
La partenza da Granburrone avviene in una sera fredda e grigia di fine dicembre (il 25), e la prima tappa è l'attraversamento delle Terre Selvagge, verso i valichi delle Montagne Nebbiose che conducono al sud. Tutto si presenta tetro e abbandonato, e il viaggio deve procedere nella gelida oscurità notturna, per sottrarre la Compagnia agli occhi delle spie di Sauron. Ciò malgrado i viaggiatori vengono sorpresi da uno stormo di neri corvi, e devono affrettare il cammino ormai consapevoli di futuri incombenti pericoli.
L'ostacolo più difficile da superare è il passo del Cancello Cornorosso, sul monte Caradhras, uno dei bracci delle Montagne Nebbiose. La via è proposta da Aragorn, malgrado la perplessità di Gandalf; essa infatti si presenta subito ostile e mortalmente pericolosa: la Compagnia è aggredita da una terribile tempesta di neve, certamente provocata da qualche malvagia volontà, che riduce all'impotenza gli hobbit e costringe i viaggiatori a tornare indietro. Il passaggio del Caradhras è impossibile, una nuova via dev'essere cercata.

#### Capitolo IV
Un viaggio nell'oscurità (A Journey in the Dark)
La nuova via proposta da Gandalf è l'attraversamento delle miniere di Moria, antico reame dei nani, ormai abbandonato e perduto da anni dopo una mortale battaglia contro un misterioso e terrificante nemico sorto dagli abissi della terra. Aragorn non è per niente convinto della scelta, ma ormai può fare poco per opporsi alla necessità di proseguire il cammino, essendo la via normale (che, attraverso Isengard, conduce al Regno di Rohan) loro preclusa dal tradimento di Saruman. I viaggiatori si dispongono dunque a questa nuova oscura sfida.
Dopo un selvaggio attacco da parte di un branco di lupi, respinto dalle arti magiche di Gandalf, la Compagnia giunge alle porte occidentali delle miniere: esse giacciono chiuse e dimenticate in una profonda gola montagnosa invasa da un lago oscuro e limaccioso creato artificialmente con l'ostruzione delle acque del fiume Sirannon, il Rivo del Cancello. L'apertura delle porte si rivela però più complessa del previsto: si tratta, infatti, di porte magiche, che rispondono solo a parole segrete ormai dimenticate. Dopo lunghe ore di spossanti tentativi, in cui inutilmente dà fondo a tutta la sua erudizione, solo per un caso fortuito Gandalf riesce a decifrare il mistero delle porte di Moria (la cui parola-chiave è nascosta nell'iscrizione «Di' "amico" ed entra»). Ma nello stesso istante in cui le porte si spalancano, dalle profondità del lago antistante emergono gli spaventosi tentacoli di un mostro che tenta di rapire Frodo. Dopo che l'hobbit è sottratto al mortale pericolo e tutti si sono posti in salvo oltre l'ingresso delle miniere, la creatura avvinghia i battenti pietrosi delle porte e li rinserra rovinosamente alle spalle dei fuggiaschi, che si trovano così prigionieri del buio. Comincia il viaggio nelle oscure profondità della città dei nani.
Per decine di miglia, Gandalf guida alla luce del suo magico bastone i viaggiatori per l'immensa città sotterranea dei nani, composta da un labirinto oscuro e pericoloso di scale, corridoi, sale disabitate disseminate di crepacci e trappole appositamente create per la difesa dagli invasori. Nell'oscurità regnano silenzio e desolazione: non c'è alcuna traccia di nani o altri abitanti. Ed è proprio per esorcizzare questo desolante abbandono che Pipino fa cadere un sasso in un profondo pozzo oscuro: con grande disappunto di Gandalf, dalle profondità della terra giunge un inquietante rullare di tamburi, che ben presto, però, si spegne, tranquillizzando, per il momento, i nove amici. La Compagnia giunge così nel cuore di Moria, in un salone più vasto ed imponente di ogni reggia umana o elfica sulla terra, retto da immense colonne scavate nella dura pietra della montagna. E nella notte, durante il suo turno di guardia, a Frodo pare di scorgere due occhi gialli e pallidamente illuminati che lo spiano da lontano.
A fianco del salone, la Compagnia trova la Camera di Mazarbul, un vano fiocamente illuminato da un pozzo aperto verso il cielo, al cui centro giace la tomba di Balin, signore di Moria. È così che Gandalf e Gimli apprendono del fallimento dell'ultimo tentativo dei nani di reimpadronirsi del loro reame.

#### Capitolo V
Il ponte di Khazad-dûm (The Bridge of Khazad-dûm)
In questo capitolo, si narra del primo combattimento della Compagnia contro gli orchi.
Nella Camera di Mazarbul i viaggiatori si attardano a leggere il diario degli ultimi giorni di vita della guarnigione di Balin, quando improvvisamente il battito di tamburi già udito in precedenza e momentaneamente assopitosi, rompe nuovamente il silenzio, facendosi rapidamente sempre più vicino. Dalla parte del salone centrale giunge un violento attacco di orchi, capeggiati da un gigantesco troll di caverna. La resistenza è accanita e serrata, e i nemici vengono sbaragliati facilmente anche con l'aiuto dei quattro hobbit, nei cui cuori emerge un coraggio inaspettato. Ma Frodo è colpito da un violento colpo di lancia, che lo lascia a terra come morto. Tuttavia egli si rialza, anche se stordito, con grande sorpresa di tutti. La compagnia cerca di fuggire da una uscita secondaria, cercando di serrare la porta alle loro spalle, ma sopraggiunge un nuovo oscuro e potente nemico, in grado di forzarla con la sua sola terribile volontà. Con grande sforzo Gandalf riesce a tenere bloccata la porta, ma la tensione del confronto di volontà è tale che tutta la camera di Marzabul crolla, lasciando Gandalf stesso estremamente debole e quasi cieco. Poi comincia la fuga disperata verso il ponte di Khazad-dûm, l'ultimo valico verso l'uscita est di Moria.
Ancora guidati da un esausto Gandalf, i viaggiatori sbucano nell'ultimo salone, nel cui centro percorso da un'immensa voragine si alzano fiamme infernali. E lì, dall'oscurità di Moria, emerge un Balrog, un demone dei giorni oscuri, il "Flagello di Durin" (il nano fondatore di Moria): un essere fatto al contempo di tenebra e fiamma, irradiante una tale aura di terrore e potere da cancellare ogni speranza dai cuori. Era Lui il potente avversario giunto nella sala di Marzabul. La Compagnia si avventa sul ponte portandosi all'estremità opposta, mentre Gandalf, pur estremamente provato, cerca di opporre un'ultima resistenza al mortale nemico. Ma questi è ancora troppo forte per il vecchio mago, che pur tuttavia riesce a frantumare con magiche parole il sottile ponte di pietra sotto i piedi del Balrog: questi precipita nell'oscurità, ma prima di scomparire avvinghia con la sua frusta le ginocchia di Gandalf, che cade così con esso nelle immense profondità della terra. Gandalf è caduto, ma i suoi amici sono salvi e possono correre, benché accecati dalle lacrime, fuori dai confini mortali di Moria.

#### Capitolo VI
Lothlórien
Volti alla fuga, gli otto superstiti della tragedia si accasciano ai confini di Moria, per piangere Gandalf e curare le ferite di Frodo. È così che la Compagnia scopre che, se questi ha potuto salvarsi dal micidiale colpo di lancia ricevuto, è stato per merito di una splendida cotta di Mithril (l'argentovero di Moria, il più prezioso e resistente dei metalli) che Bilbo gli ha regalato, un dono di regale valore, una vera assicurazione sulla vita nei pericoli della battaglia. Ma non c'è tempo per stupirsi e commentare l'accaduto: il viaggio deve proseguire, anche senza Gandalf.
A poche miglia di distanza si stendono i boschi di Lórien, il misterioso reame degli elfi, in cui regna una dama dai grandi poteri. Legolas ed Aragorn esortano i loro amici ad avanzare senza paure sotto i primi alberi del bosco, sul far della notte, quando una voce intima loro di fermarsi. È Haldir, una guardia elfica posta di vedetta ai confini di Lothlórien: la legge impedisce a ogni estraneo di entrare nei confini del regno, ma anche se Aragorn e Legolas sembrano convincere la fedele sentinella a fare un'eccezione, la presenza del nano Gimli gli impedisce definitivamente di accontentare la Compagnia. Da tempi immemorabili, infatti, fin dai tempi delle guerre tra elfi e nani della prima era, non corre buon sangue tra le due stirpi, e sempre quando qualcuno dei loro rappresentanti si incontra, corrono parole grosse. Ma ordini giungono dal cuore del reame di far passare la Compagnia, ed è così che, seppur con l'accordo di far procedere tutti bendati, il viaggio riprende sotto le fronde degli alberi d'oro, nell'eterna primavera soleggiata e sognante di Lórien, nei luoghi stessi dove Aragorn e Arwen si incontrarono all'inizio della loro storia d'amore.

#### Capitolo VII
Lo specchio di Galadriel (The Mirror of Galadriel)
La Compagnia dell'Anello fa il suo ingresso nel cuore del reame elfico, a Caras Galadhon, una città di alberi immensi tra le cui fronde il popolo degli immortali ha costruito i suoi edifici (flats) e il palazzo reale della regina Galadriel e di sire Celeborn. Aragorn e i suoi compagni vengono accolti dalla benevolenza e dall'amore della dama, che è a conoscenza dei piani di Elrond e degli scopi che muovono i viaggiatori verso Mordor. Il potere della dama è nella sua capacità di leggere profondamente e inesorabilmente nel cuore dei suoi interlocutori; ed è così che ella avvince col fascino della sua bontà Gimli, riportando la pace tra elfi e nani, ma anche ferisce profondamente l'orgoglio di Boromir, costretto a confessare a sé stesso prima che a lei la brama che lo rode nei confronti dell'anello. Tuttavia l'ospitalità di Galadriel è colma di attenzione verso la fatica e il dolore dei suoi ospiti, che possono, sotto la sua protezione, riposare a lungo nella meravigliosa città immersa tra le foglie d'oro di Lothlórien.
Nella malinconia del ricordo di Gandalf i viaggiatori trascorrono quasi un mese di riposo, finché, una sera, Galadriel convoca a sé Frodo e Sam. Ella conduce gli hobbit in una conca nel cui centro si erge una vasca che la dama si appresta a riempire con l'acqua di una cascatella che corre lì accanto. Sam e Frodo sono invitati a guardare nello specchio d'acqua della vasca: essa è come una finestra che si apre sul passato e sul futuro, ma ciò che mostra è indecifrabile. Entrambi gli hobbit vedono frammenti di cose che accadranno, ma di cui non comprendono appieno il significato (è così che Sam vede la futura rovina della Contea, e la morte apparente di Frodo; mentre a Frodo sembra di scorgere Gandalf lungo una strada notturna). All'ultimo, a Frodo appare l'occhio felino e infuocato di Sauron, evocato dall'anello e dal potere dello specchio. Egli comprende allora la durezza della lotta che Galadriel deve condurre ormai senza sosta contro il potere dell'occhio di Sauron, e in un impeto di generosa pietà offre alla regina degli elfi l'anello del potere. La tentazione dell'anello scuote il cuore di Galadriel, ma ella sa che il suo tremendo potere potrebbe corrompere anche il suo cuore e trasformarla in una terribile regina della notte. Ed è così che rifiuta l'offerta di Frodo e decide di rimanere Galadriel, e di accettare il destino di decadenza e di oblio che in un futuro ormai molto vicino colpirà tutto il suo popolo.

#### Capitolo VIII
Addio a Lórien (Farewell to Lórien)
Narra della partenza della Compagnia da Lothlórien. In un ultimo incontro, Galadriel colma di doni i viaggiatori: ad Aragorn ella dona una spilla d'argento a forma di aquila che incastona una grande pietra verde: dono per le future nozze con Arwen (di cui lei è la nonna); a Legolas un arco di Lórien; a Gimli, che, ormai perdutamente innamorato di lei osa chiederle un solo e semplice capello, ella concede graziosamente quanto richiestole (l'enorme valore simbolico di ciò si rivela tenendo presente che Galadriel concede volentieri questo dono a Gimli, un nano, mentre lo rifiutò più volte, molte ere prima, a Fëanor in persona); a Boromir dona una preziosa cintura; lo stesso a Merry e Pipino; a Sam una scatolina con polvere di Lórien, per concimare al suo ritorno a casa la terra della Contea, ed una corda elfica; e infine, a Frodo, una fiala d'acqua dello specchio, nel cui interno è stata catturata la luce della stella di Eärendil, la stella del vespro: essa dovrà servire al portatore dell'Anello per le ore più buie del suo viaggio.
Prima della partenza, inoltre, gli elfi riforniscono la Compagnia di barche per la discesa lungo il fiume Anduin verso sud, di caldi e leggeri manti elfici, sorretti da spille a foggia di foglie di Mallorn (gli alberi di Lórien), manti in grado di mimetizzare tra i boschi e le pietre, e nell'oscurità della notte, coloro che li indossano, e di cibo: gallette di "pan di via" o lembas, in grado di sostenere per un intero giorno un robusto guerriero. Dopo un'amichevole banchetto, la Compagnia dell'Anello riprende così il suo viaggio, salutata dall'amicizia degli elfi e benedetta dall'amore di Dama Galadriel.

#### Capitolo IX
Il grande fiume (The Great River)
Narra del lungo e tranquillo viaggio della Compagnia lungo le acque maestose e selvagge del grande fiume Anduin, sulle barche donate loro dagli elfi. Il fiume scorre lungo terre selvagge e abbandonate: a Occidente costeggiando le praterie di Isengard e di Rohan; a oriente le falde brulle e spoglie di vita degli Emin Muil, i colli che costeggiano la terra di Mordor. Sam e Frodo si avvedono ben presto di essere seguiti, lungo la corrente del fiume, da Gollum, che si nasconde dietro un ceppo alla deriva. Ma Aragorn conferma loro che ogni tentativo di catturarlo sarebbe vano e dispendioso. L'unico inconveniente che essi incontrano sono le rapide di Sarn Gebir, che li costringono a fermare temporaneamente la navigazione. E proprio alla confluenza delle rapide, i viaggiatori vengono assaliti da una compagnia di orchi, sovrastata da una misteriosa creatura alata, immensa e nera come la notte, che solo la freccia di Legolas riesce ad allontanare.
Respinto l'attacco, Aragorn e compagni trovano il sentiero che li conduce oltre le rapide; possono così riprendere la navigazione. L'ultima tappa è la gola degli Argonath, le immense statue dei re di Gondor che si ergono ai confini del regno sulle sponde del grande fiume, a barriera ed ammonimento dei viaggiatori indesiderati. Ed è proprio sotto l'ombra imponente e minacciosa delle statue, che agli occhi stupefatti di Frodo appare il vero volto di Aragorn: il volto severo e luminoso di un re che fa ritorno alla sua terra. Superata la gola, il fiume si apre sul placido lago di Nen Hithoel, le cui acque ampie ed accoglienti confluiscono verso le tre cime di Amon Lhaw, sulla riva orientale (il colle dell'udito), Amon Hen, sulla riva occidentale (il colle della vista), e Tol Brandir, immenso pinnacolo immerso nelle acque del fiume prima delle imponenti cascate di Rauros.
Il viaggio della Compagnia è a una tappa decisiva. Ora Aragorn e Frodo dovranno decidere dove dirigere il loro cammino: se a Ovest, verso Gondor e la città di Minas Tirith; o a est, verso Mordor. Gli altri saranno liberi di scegliere con chi stare.

#### Capitolo X
La Compagnia si scioglie (The Breaking of the Fellowship)
Sia Aragorn che Frodo sono ora lacerati da un dilemma. Aragorn ha il pensiero rivolto a Gondor: il suo desiderio sarebbe di tornare alla capitale del regno, Minas Tirith, per combattere a fianco dei suoi soldati contro Sauron, portando a compimento il suo destino di erede alla corona. Ma egli sa che il suo primo dovere, ora che Gandalf non c'è più, è di proteggere il Portatore dell'Anello, assecondando la sua volontà.
Frodo, dal canto suo, è paralizzato dal terrore per l'impresa che lo attende - addentrarsi nelle terre nere di Mordor - ma non vuole trascinare nell'orrore i suoi amici. Chiede allora un po' di tempo per riflettere sulle sue decisioni, e si allontana dai compagni accampati sul prato di Parth Galen, sulle rive dell'Anduin.
Inosservato, Boromir segue Frodo e lo avvicina mentre questi girovaga angosciato ai piedi del colle di Amon Hen. È chiaro che Boromir vuole l'anello: lo vuole per condurlo al padre, Denethor, Sovrintendente (Steward) di Gondor; dapprima cerca di convincere Frodo, poi, viste le resistenze dell'hobbit, si avventa furioso su di lui per strapparglielo. E così Frodo, indossato l'anello, si dà alla fuga, sottraendosi alla vista dello stupefatto Boromir. Boromir si pente amaramente del suo gesto, ma ormai è troppo tardi: Frodo è sparito. L'uomo fa mestamente ritorno all'accampamento, suscitando, col suo atteggiamento reticente, l'apprensione di tutti. La Compagnia si sparpaglia alla ricerca disperata di Frodo.
Nel frattempo, Frodo, braccato dal fedele Sam, che ha subito intuito le ragioni del comportamento del suo padrone, si è impadronito di una barca, e si è allontanato verso la riva orientale del fiume. Sam raggiunge velocemente Frodo e insieme i due, lasciati i compagni,si apprestano a compiere l'ultima parte del viaggio.
Al contrario di quanto accade nella versione cinematografica diretta da Peter Jackson, la morte di Boromir e il rapimento di Merry e Pipino non fanno parte de "La Compagnia dell'Anello" ma sono narrati nelle primissime pagine di "Le due Torri", secondo libro de "Il Signore degli Anelli".

## Membri della Compagnia dell'Anello
| Membro                      | Razza  | |
| --------------------------- | ------ | --- |
| Frodo Baggins               | Hobbit | È l'erede adottivo di Bilbo e il Portatore dell'Anello. Ha 33 anni quando eredita l'Anello da Bilbo e 50 quando parte per Gran Burrone.                                                                                       |
| Samvise "Sam" Gamgee        | Hobbit | Inizialmente lavora per Frodo come giardiniere e, quando quest'ultimo si mette in cammino, diviene un suo fedele compagno di viaggio.                                                                                         |
| Meriadoc "Merry" Brandibuck | Hobbit | Cugino di Pipino e di Frodo, è particolarmente vicino al primo. |
| Peregrino "Pipino" Tuc      | Hobbit | Figlio di Paladino II Tuc, è il più giovane membro del gruppo. È cugino di Merry e Frodo. |
| Gandalf il Grigio           | Maiar  | È un istar (stregone) che guida la Compagnia fino a quando non cade dal ponte di Khazad-dûm, a Moria, mentre combatte contro un Balrog di Morgoth. Successivamente resusciterà prendendo il nome di Gandalf il Bianco.        |
| Aragorn                     | Umana  | Capo ramingo ed erede di Isildur ed Elendil, accompagna gli hobbit da Brea a Gran Burrone e lì diviene un membro della Compagnia.                                                                                             |
| Legolas                     | Elfica | È il figlio di Thranduil, re degli Elfi silvani del Bosco Atro. Viene inviato dal padre a Gran Burrone per informare Elrond della fuga di Gollum da Bosco Atro.                                                               |
| Gimli                       | Nana   | Figlio di Glóin, arriva a Gran Burrone dalla Montagna Solitaria con suo padre per chiedere consiglio sulla scomparsa di Balin, Ori e Óin. Qui si unisce alla Compagnia.                                                       |
| Boromir                     | Umana  | Figlio di Denethor, Sovrintendente di Gondor, giunge a gran burrone per trovare il significato di un sogno profetico. Nel corso del viaggio tenta di impadronirsi dell'Anello. È il solo membro del gruppo a perdere la vita. |

## Adattamenti cinematografici
Nel 2001 il regista Peter Jackson ha tratto da questo volume il primo film della sua trilogia cinematografica: La Compagnia dell'Anello.

## Edizioni italiane
- La Compagnia dell'Anello, traduzione di Vicky Alliata di Villafranca (dalla XVI ed. inglese), Roma, Astrolabio-Ubaldini, 1967.
- La Compagnia dell'Anello, traduzione di Vicky Alliata di Villafranca riveduta e a cura di Quirino Principe, Milano, Rusconi, 1970-1999. - Milano, Bompiani, 2000-2002.
- La Compagnia dell'Anello, traduzione riveduta in collaborazione con la Società Tolkieniana italiana, Collana I Libri di Tolkien, Milano, Bompiani, 2002-2019.
- La Compagnia dell'Anello, traduzione di Ottavio Fatica, Collana Letteraria straniera, Milano-Firenze, Bompiani, 2019,  p. 704, ISBN 978-88-452-9919-3.